# Simplicissimus

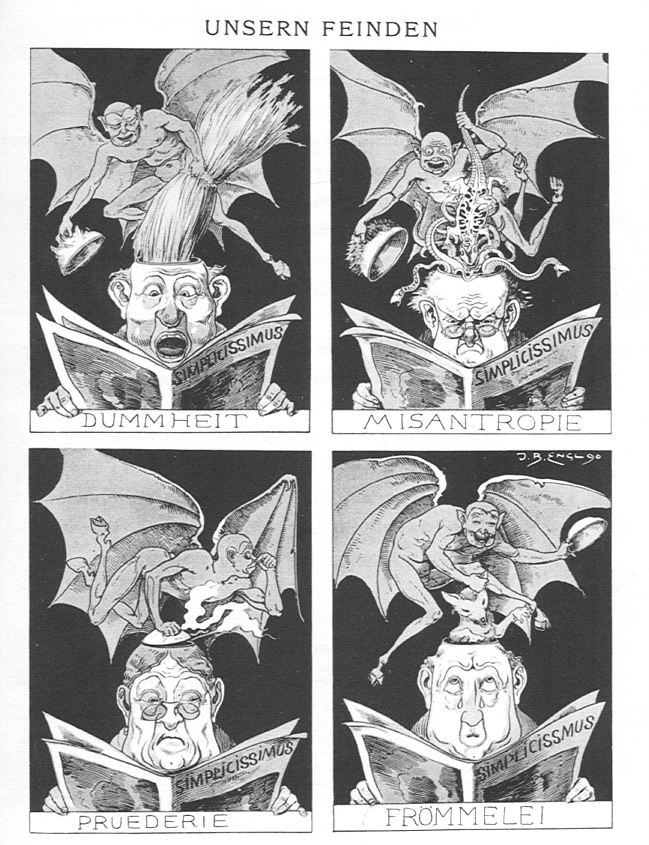
Simplicissimus, Jaargang 1, nummer 1. (04-04-1896)

Simplicissimus was een Duits satirisch weekblad en verscheen tussen 1896 en 13 september 1944. Het werd uitgegeven in München. Het door Thomas Theodor Heine ontworpen herkenningsteken van het tijdschrift was een rode buldog op zwarte achtergrond.
Simplicissimus werd opgericht door Albert Langen en Thomas Theodor Heine. In de eerste jaren (1897-1906) was Bruno Paul naast Heine een van de belangrijkste illustratoren. Aan het blad werkten in de loop der tijd verschillende bekende politiek actieve intellectuelen mee: Hermann Hesse, Olaf Gulbransson, Rudolf Kriesch, Thomas Mann, Ludwig Thoma, Eduard Thöny, Georg Queri, Ragnvald Blix, Erich Mühsam, Jakob Wassermann, Käthe Kollwitz, Karl Arnold en Frank Wedekind. Verschillende leden kenden elkaar uit de naturalistische Friedrichshagener Kreis bij Berlijn (Mühsam, Wedekind). 

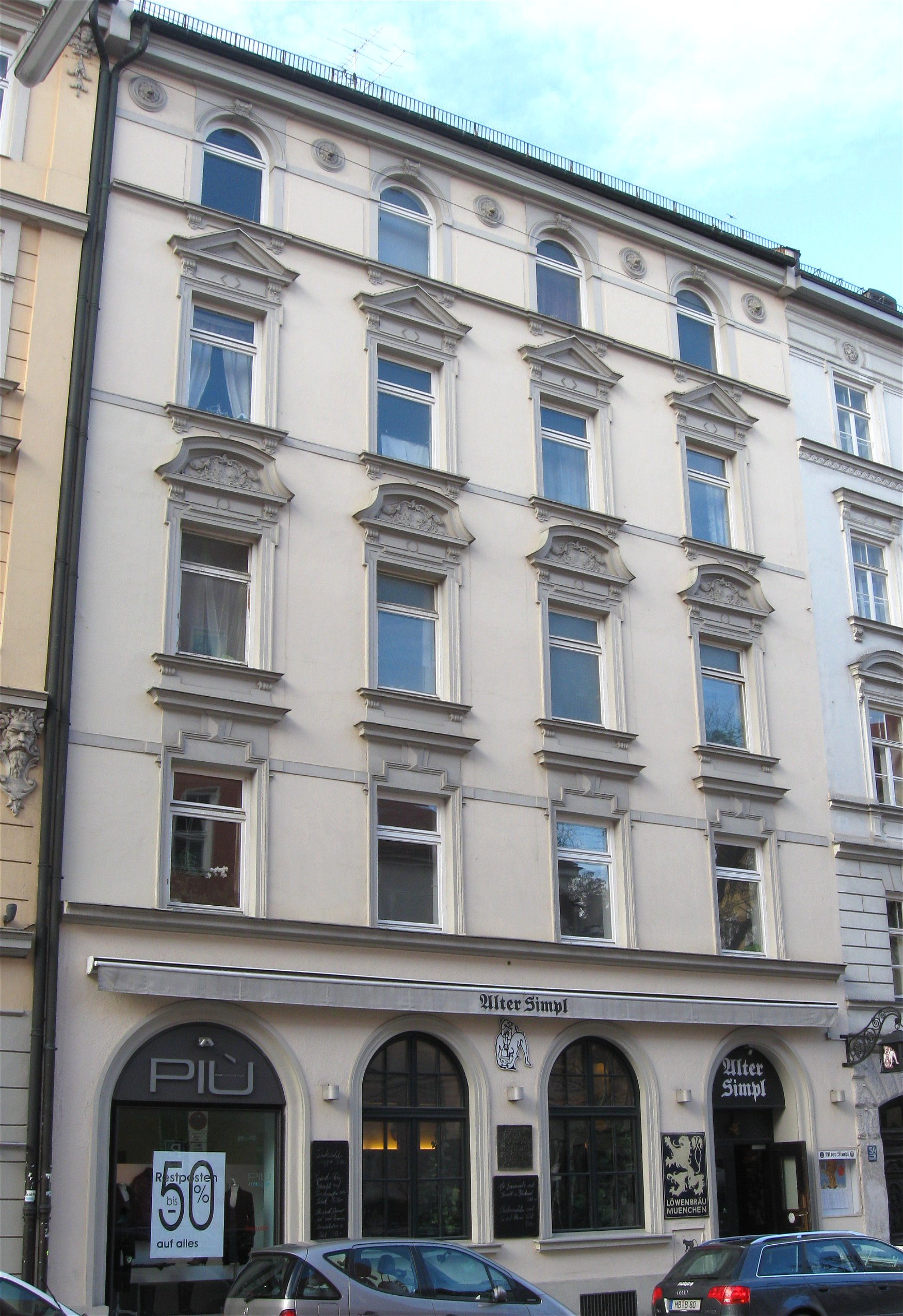
Cabaretcafé Alter Simpl, voorheen Simplicissimus, Türkenstraße 57, München

In 1903 in München werd door de waardin Kathi Kobus een café genaamd Simplicissimus opgericht, waar cabaretvoorstellingen werden gegeven. Dit cabaretcafé bestaat nog en wordt Alter Simpl genoemd. Veel van de hierboven vermelde kunstenaars frequenteerden dit café Simplicissimus en enkelen traden er ook op, evenals bijvoorbeeld Georg Heym en Joachim Ringelnatz.
Voor de Eerste Wereldoorlog bereikte het blad een ongekende populariteit vanwege het aan de kaak stellen van de burgerlijke moraal, de wilhelminische politiek en het militarisme. Beambten en kerkelijke gezagsdragers waren eveneens voorwerp van spot. Het blad had behalve een principieel kritische houding geen uitgesproken politiek programma. Desondanks lag de redactie constant onder vuur van de overheid, met name wegens het omzeilen van de censuur spande justitie regelmatig rechtszaken aan, die de oplage van Simplicissimus verhoogden. Zo zaten Heine en Frank Wedekind 1899 een gevangenisstraf uit wegens majesteitsschennis, terwijl oprichter Langen vanwege eenzelfde beschuldiging was uitgeweken naar Parijs. Het blad was in Oostenrijk-Hongarije verboden. In de jaren voor het overlijden van Albert Langen in 1909 verscheen ook een édition française, waarin de prenten voorzien werden van Franse vertalingen. De uitgevers werden daarop bekritiseerd wegens het verlenen van spandiensten aan de Franse erfvijand.  
In tegenstelling tot de militarisme-kritische houding in de eerste twee decennia van het bestaan, voer Simplicissimus tijdens de oorlogsjaren 1914-1918 een nationalistische koers. Ter linkerzijde van het politieke spectrum werd kort na de oorlog kritiek hoorbaar, met name verwoord door Kurt Tucholsky, Karl Kraus en Carl von Ossietzky. Langzaam werd duidelijk dat het in Beieren uitgegeven tijdschrift moeite had met de Weimarrepubliek en vooral de sociaaldemocratische regering ervan. Het zag zich hierdoor nauwelijks in staat nieuw talent aan te trekken, dat betere voorwaarden leek te vinden in de hoofdstad Berlijn. 
De joodse medeoprichter Thomas Theodor Heine lag al 1933 onder vuur van de nazi's en hij wilde zijn kritische bijdragen tegen het nationaalsocialisme niet stopzetten. De redactie drong bij hem aan te vertrekken uit vrees voor een verschijningsverbod van Simplicissimus. Een week na de verkiezingen in maart 1933 werd de redactie door een knokploeg van de SA verwoest. Heine, die gedwongen werd te vluchten op straffe van internering in Dachau, maakte later aannemelijk dat medewerkers van Simplicissimus, met name Gulbransson en Schelling, medeplichtig waren aan de SA-actie. De enige medewerker die met Heine vertrok was Franz Schoenberner. Na de machtsovername van Hitler zou het blad zonder protest een instrument worden van het nieuwe regime. Behalve Gulbransson en Schelling bleken ook Karl Arnold en Eduard Thöny onkritisch jegens het nieuwe bewind.

## Andere Simplicissimus-uitgaven
- Franstalige uitgave, verschenen voor de dood van Langen (in 1909).

- Na de machtsgreep van Adolf Hitler weken vele linkse politici uit naar Praag. Hier verscheen tussen januari en september 1934 een alternatieve en Tsjechisch-Duitse Simplicissimus-uitgave. Thomas Theodor Heine, op de vlucht vanuit Duitsland, werkte aan de totstandkoming mee.

- Na de Tweede Wereldoorlog probeerde Olaf Iversen een nieuwe start met het blad. De laatste uitgave verscheen in 1964.